# Paolo Bevilacqua
Paolo Bevilacqua, né à Pietraperzia le 14 septembre 1923, mort à Palerme le 17 mai 2008, est un homme politique italien.
Membre de la Démocratie chrétienne, il est maire de Palerme du 1er juillet 1964 au 27 janvier 1965, puis de juillet 1966 au 23 octobre 1968. Il est ensuite sénateur de 1976 à 1983.

## Biographie
Originaire de la province d'Enna, Paolo Bevilacqua emménage à Palerme pour ses études de médecine. 
Il est professeur d'éducation physique et préside l'Azienda autonoma di turismo di Palermo e Monreale. 
Il adhère à la Démocratie chrétienne où il est proche de Salvo Lima, et est élu au conseil municipal de Palerme. 
Après la démission de Francesco Saverio Di Liberto, Paolo Bevilacqua échoue à former une administration municipale allant de la DC au PSI. En juillet 1964, il constitue une junte DC-PRI-PSDI afin de préparer les élections municipales de novembre 1964 et de municipaliser les transports urbains par la création de l'AMAT. Avec l'ouverture aux républicains et à deux anciens de l'USCS de Silvio Milazzo, il est le premier maire de Palerme à diriger une junte de centre-gauche. Vito Ciancimino ne participe plus à la junte, mais un de ses lieutenants a hérité des Travaux publics. La présence mafieuse est moindre que dans les municipalités précédentes.  
Son premier acte public est d'attribuer, le 24 juillet 1964, la citoyenneté d'honneur et les clés de la ville au cardinal Ernesto Ruffini. Il gère essentiellement les affaires courantes pour ne pas faire de vague dans sa majorité. 
Lima revient à la tête de la mairie en janvier 1965 après la large victoire de la DC sous le slogan « Palerme est belle, rendons-la plus belle ». Pourtant les conflits entre socialistes et démocrates chrétiens contraignent Lima à démissionner le 9 juillet 1966. Fidèle de Lima, mais jugé contrôlable par Ciancimino qui visait le poste et maintient son lieutenant Giovanni Matta aux Travaux publics, Paolo Bevilacqua redevient premier magistrat de la ville en juillet 1966. Les principaux conseillers sortants sont reconduits et les dorotei Cerami et Trapani retrouvent un poste. 
Bevilacqua abroge la participation socialiste pour une junte DC-Pri faiblement majoritaire qui gouverne jusqu'au 23 octobre 1968, et l'élection du proche de Gioia, Francesco Spagnolo, en réaction à la victoire de Lima aux législatives. Quand le cardinal Ruffini meurt en 1967, Bevilacqua lui accorde de somptueuses funérailles et accueille Francesco Carpino avec zèle.
Il intègre le conseil d'administration de l'Institut supérieur d'éducation physique (ISEF) dans les années 1970. 
Après un retrait de la politique locale, Bevilacqua est élu sénateur en 1976 et réélu pour la VIIIe législature. 
Avec l'appui du courant andreottien, il devient président du Comité régional du Tourisme.